# بيت أرييه
بيت أرييه هي مستوطنة إسرائيلية ومجلس محلي في شمال الضفة الغربية، تقع على بعد 32 كيلومتراً (20 ميلاً) شمال القدس و 25 كيلومتراً (16 ميلاً) شرق تل أبيب بالقرب من قرية اللبن الغربية، على بعد 3.8 كم شرق الخط الأخضر، تقع داخل جدار الضفة الغربية على مساحة 8,500 دونم من الأرض، في عام 2018 كان عدد سكانها 5,139 نسمة.

## التاريخ
تأسست بيت أرييه عام 1981 واُعترف فيها كمجلس محلي في عام 1989، في عام 2004، اندمجت مع عوفريم، تم تسمية بيت أرييه لعضو الكنيست السابق أرييه بن اليعازر، وهو زعيم صهيوني بارز كان من بين مؤسسي حزب حيروت.
ووفقًا لمعهد الأبحاث التطبيقية - القدس (أريج)، صادرت إسرائيل أرضي لبيت أرييه من قريتين فلسطينيتين قريبتين هما عابود واللبن الغربي.
في عام 2011، وقعت وزارة الدفاع الإسرائيلية اتفاقًا مع بلدية بيت أرييه للموافقة على بناء 100 منزل وطريق جانبي بين مستوطنتي بيت أرييه وعوفريم.

## الجانب القانوني
يعتبر المجتمع الدولي المستوطنات الإسرائيلية في الضفة الغربية غير قانونية بموجب القانون الدولي، لكن الحكومة الإسرائيلية تعارض ذلك.